# Sant Pere de la Parada
Sant Pere de la Parada és una antiga església del mas de la Parada, en el terme comunal de Sant Marçal, de la comarca del Rosselló, a la Catalunya del Nord.
Està situada en el sector sud-est del terme comunal, en el mas de la Parada.